# Magnesiet
Magnesiet is een mineraal dat bestaat uit magnesium, koolstof en zuurstof. De molecuulformule van magnesiet is MgCO3. Magnesiet heeft zijn naam te danken aan zijn belangrijkste component, magnesium.

## Karakteristieken
In het geval van goed gevormde kristallen is zuiver magnesiet kleurloos en doorzichtig. Meestal bevat het echter onzuiverheden. Deze onzuiverheden zijn elementen zoals ijzer, mangaan of calcium, die het magnesium in het mineraal gedeeltelijk vervangen.
IJzer is een element dat vaak een deel van het magnesium in magnesietkristallen vervangt. Hierdoor verandert de kristalstructuur van het mineraal niet. In de natuur komen veel mogelijke samenstellingen voor die liggen tussen zuiver magnesiet (magnesiumcarbonaat) en sideriet (ijzercarbonaat). Zodra het mineraal meer dan 50% ijzercarbonaat bevat, beschouwt men het als sideriet.
Naarmate het mineraal meer ijzer bevat, verandert ook de kleur: hoe meer ijzer, hoe geler. Andere onzuiverheden kunnen een wittere of grijzere uitstraling veroorzaken. Ook kan de opaciteit van het mineraal variëren van doorzichtig via doorschijnend naar opaak.
In praktijk komt het mineraal meestal voor in vaste, ondoorzichtige, microkristallijne massa's, die erg lijken op porselein met een overheersende grijsachtige of gelig witte kleur. In ultraviolet 'licht' vertonen de kristallen een sterke groenwitte of blauwwitte fluorescentie. Mooie stukken magnesiet zijn moeilijk te vinden en gewild bij verzamelaars.
Magnesiet wordt vaak verward met calciet. Een betrouwbare identificatiemethode is de zoutzuurproef: als enkele druppels verdund zuur op het mineraal gaan bruisen, is het calciet.

## Voorkomen
Magnesiet ontstaat in verschillende omgevingen. Het komt voort uit omzetting van stollings- en metamorfe gesteenten. Over het algemeen vormt het massieve afzettingen. De rijkste vindplaatsen van magnesiet bevinden zich in Spanje. Andere landen waar de magnesiet veel gevonden wordt, zijn Brazilië, Italië, Oostenrijk, Polen en Rusland. 

## Industriële toepassing
Het mineraal wordt enerzijds gekoesterd vanwege zijn vermeende geneeskrachtige werking (als: magnesia alba), anderzijds wordt het in de industrie gebruikt als een van de belangrijkste grondstoffen voor de productie van het lichtmetaal magnesium. Het wordt onder meer gedolven in Queensland, China, Quebec en de Oeral. Uit magnesiet wint men twee soorten afgeleide stoffen: metallisch magnesium en magnesiumzouten. Magnesium als metaal wordt vooral toegepast in de metaalindustrie. Hier is veel vraag naar in de lucht- en ruimtevaartindustrie. Vroeger was magnesium belangrijk voor de fotografie: de eerste flitslichten bij fototoestellen werken op magnesiumpoeder. Zouten van magnesium worden vooral gebruikt in de farmaceutische industrie. Ook spelen ze een rol in de rubber- en papierindustrie en bij de fabricage van pleisterkalk en speciale cementen voor de bouwnijverheid.